# 維多利亞 (布拉索夫縣)

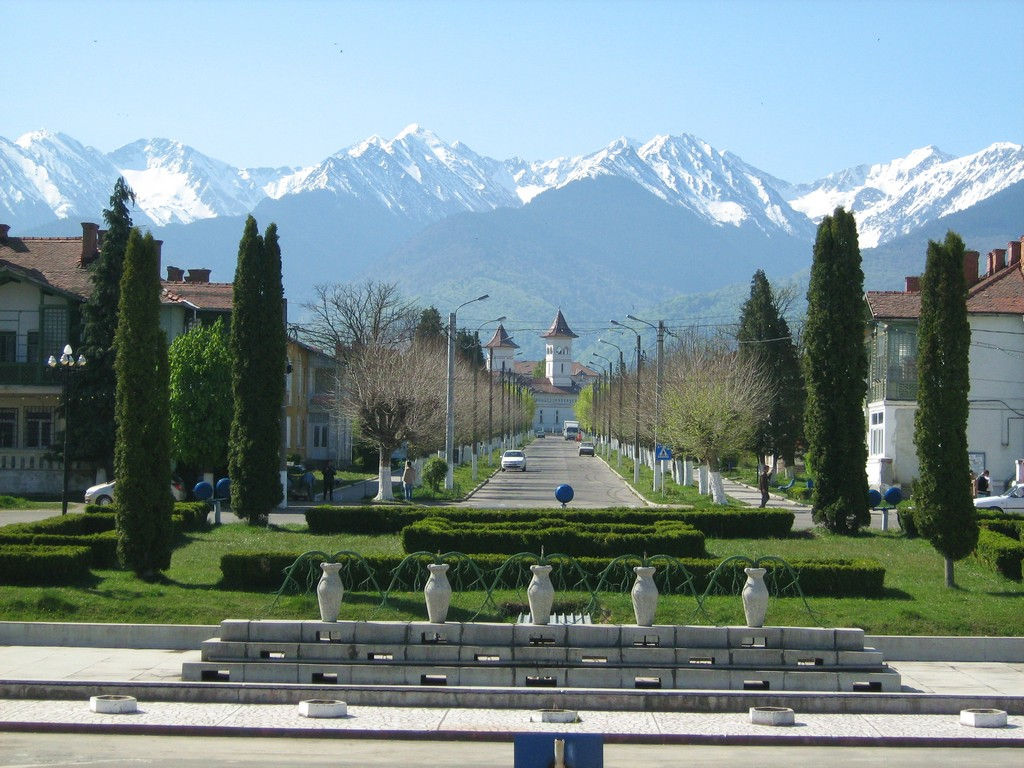

45°44′34″N 24°41′24″E / 45.74278°N 24.69000°E
維多利亞（羅馬尼亞語：Victoria, România），是羅馬尼亞的城鎮，位於該國中部，由布拉索夫縣負責管轄，面積6.5平方公里，海拔高度650米，2011年人口7,067，人口密度每平方公里1,092人。